# Terrafugia Transition
Das Terrafugia Transition ist ein Flugauto des aus den Vereinigten Staaten stammenden Herstellers Terrafugia (seit 2017 eine Tochter der chinesischen Geely). Es hob am 5. März 2009 zum Erstflug ab.

## Geschichte
Die Idee des Transition ist, die Vorteile eines Flugzeugs mit denen eines Autos zu vereinen. Nach dem Willen der Entwickler soll jedoch kein weiteres flugfähiges Automobil entstehen, sondern ausdrücklich ein „roadable aircraft“, der Schwerpunkt liegt also auf dem Einsatz als Flugzeug. Dazu gründeten 2006 drei Piloten Carl Dietrich, Anna Racek-Dietrich und Samual Schweighard, die sich am MIT kennengelernt hatten, die Firma Terrafugia (lat. der Erde entfliehen). Der Erstflug des Proof of Concept fand am 18. März 2009 auf dem Plattsburgh Airport im Bundesstaat New York mit dem pensionierten Oberst der Air Force Phil Meteer an Bord statt. Das Flugauto wurde so ausgelegt, dass es mit der in den USA gültigen LSA-Fluglizenz betrieben werden kann, welche schon ab 20 Flugstunden erworben werden kann.

## Konstruktion
Obwohl das Transition zum größten Teil aus kohlenstofffaserverstärktem Kunststoff besteht, konnte das Gewichtslimit für leichte Sportflugzeuge nicht eingehalten werden. Wegen sicherheitstechnischer Ausstattungen wie Airbags oder eines Überrollkäfigs liegt es mit rund 600 kg 55 kg darüber. Mit einer Sondergenehmigung ist der Betrieb dennoch möglich. Der 76 kW (104 PS) starke Kolbenmotor Rotax 912S sorgt dabei über eine hinter dem Rumpf angebrachte Druckschraube für eine Reisegeschwindigkeit im Flug von 185 km/h. Dank elektrisch anklappbarer Flügel und vier Rädern kann das Flugauto auch im Straßenverkehr genutzt werden; die landgebundene Geschwindigkeit erreicht 105 km/h, so dass das Transition highwaytauglich ist. Die Startstrecke auf fester Startbahn beträgt etwa 500 m.

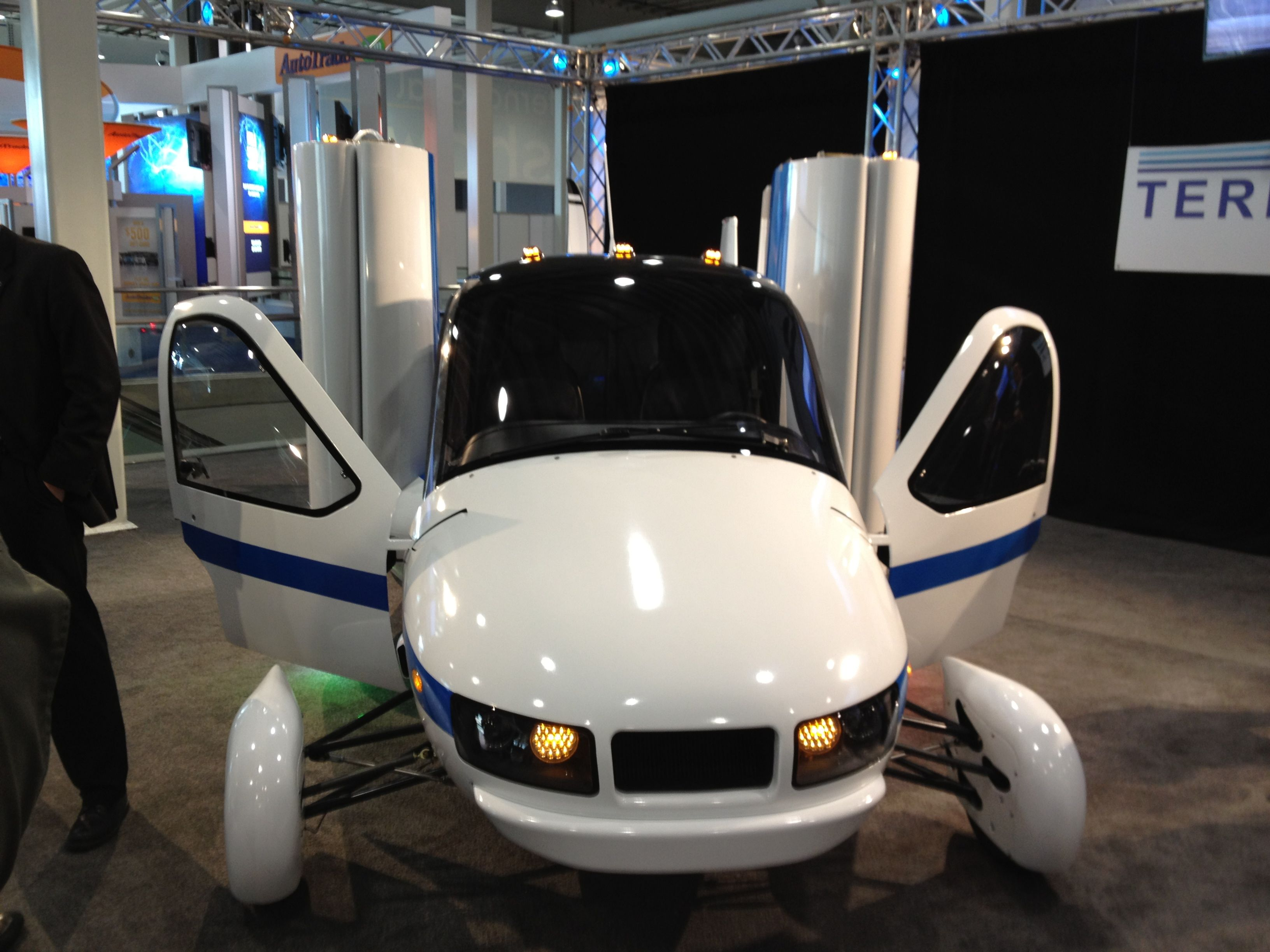
Terrafugia Transition mit geöffneten Türen
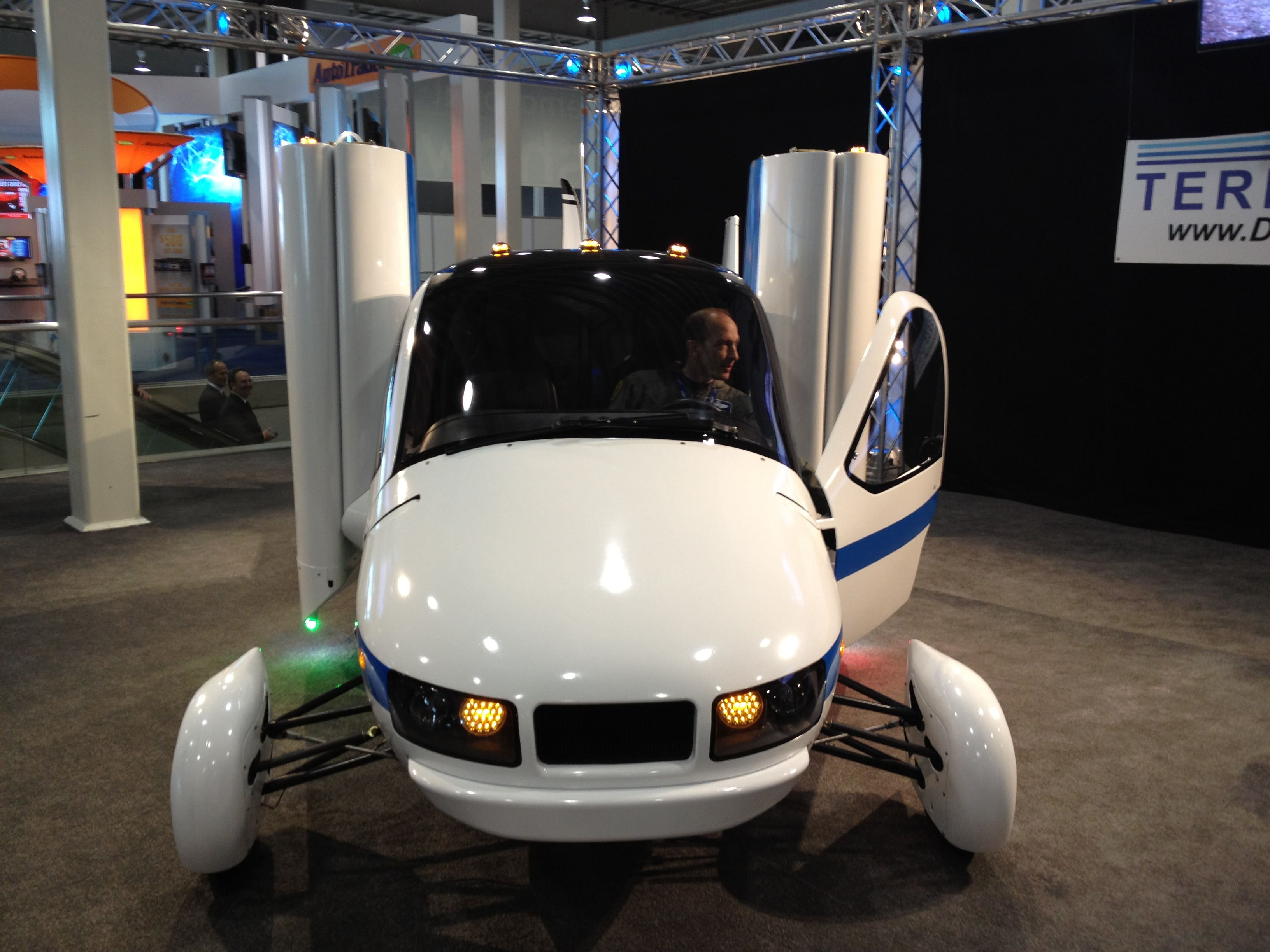
Terrafugia Transition mit geschlossenen Türen und zusammengefalteten Flügeln frontal
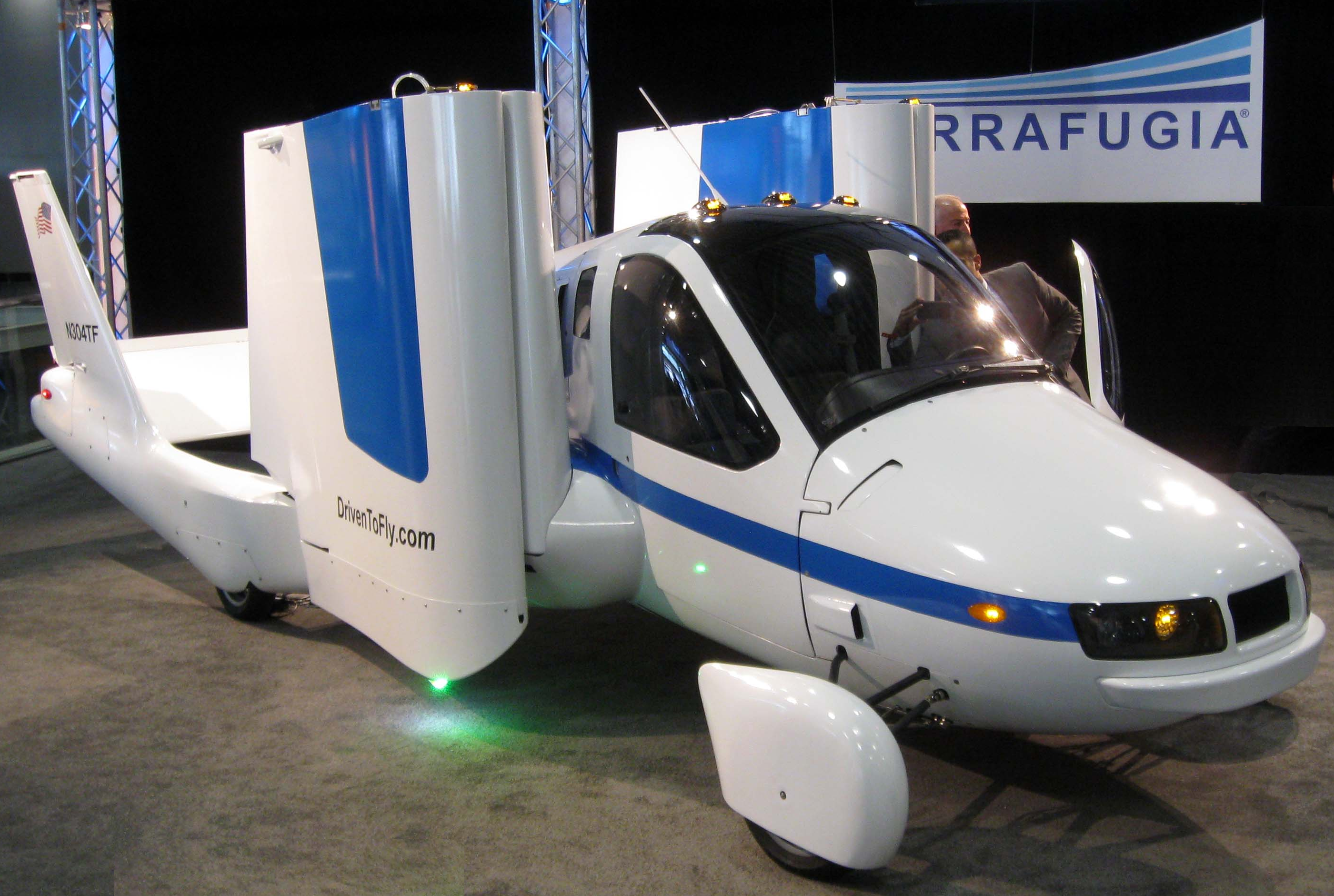
Terrafugia Transition mit geschlossenen Türen und zusammengefalteten Flügeln in Schrägansicht
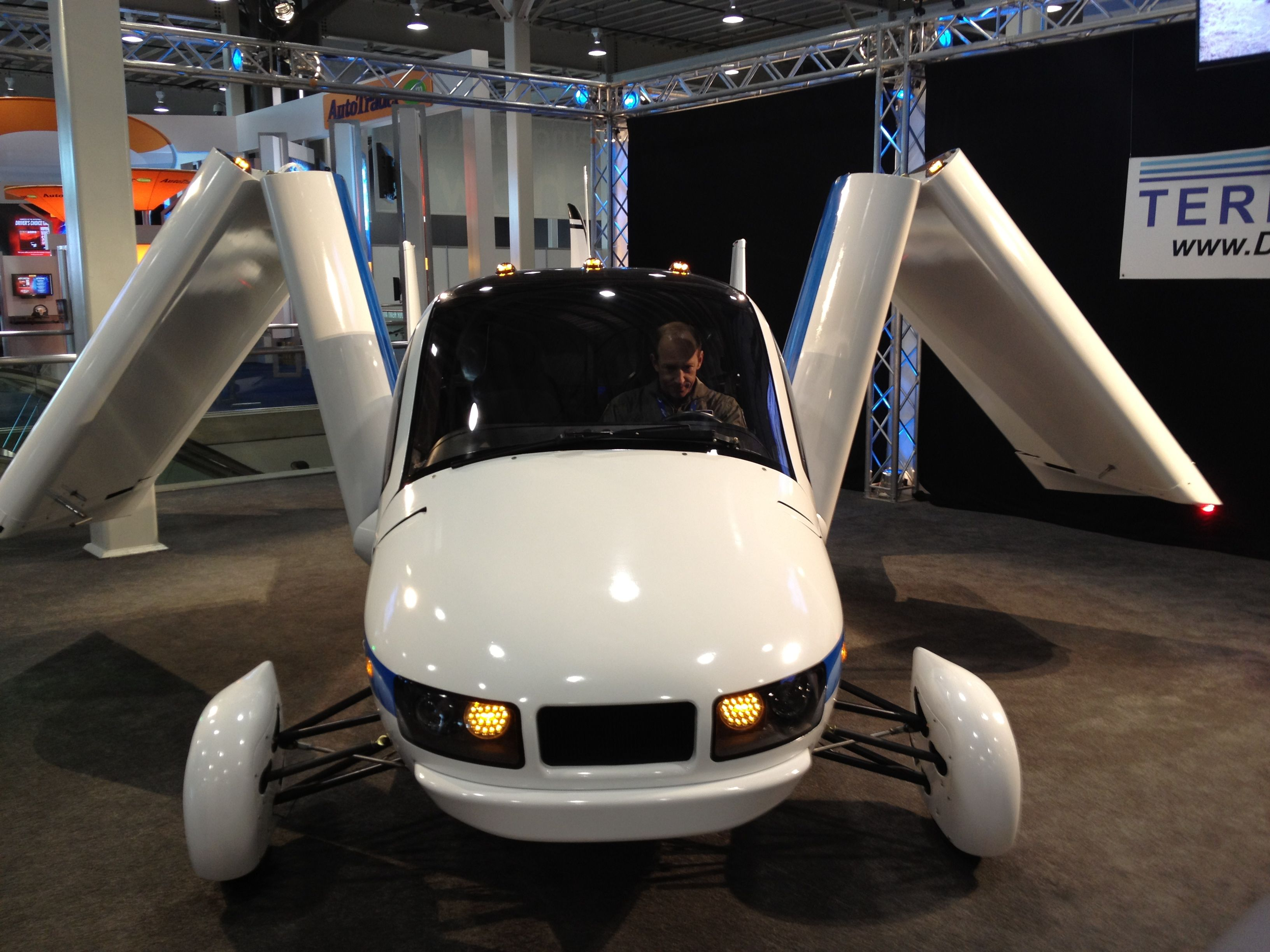
Terrafugia Transition beim Entfalten der Flügel
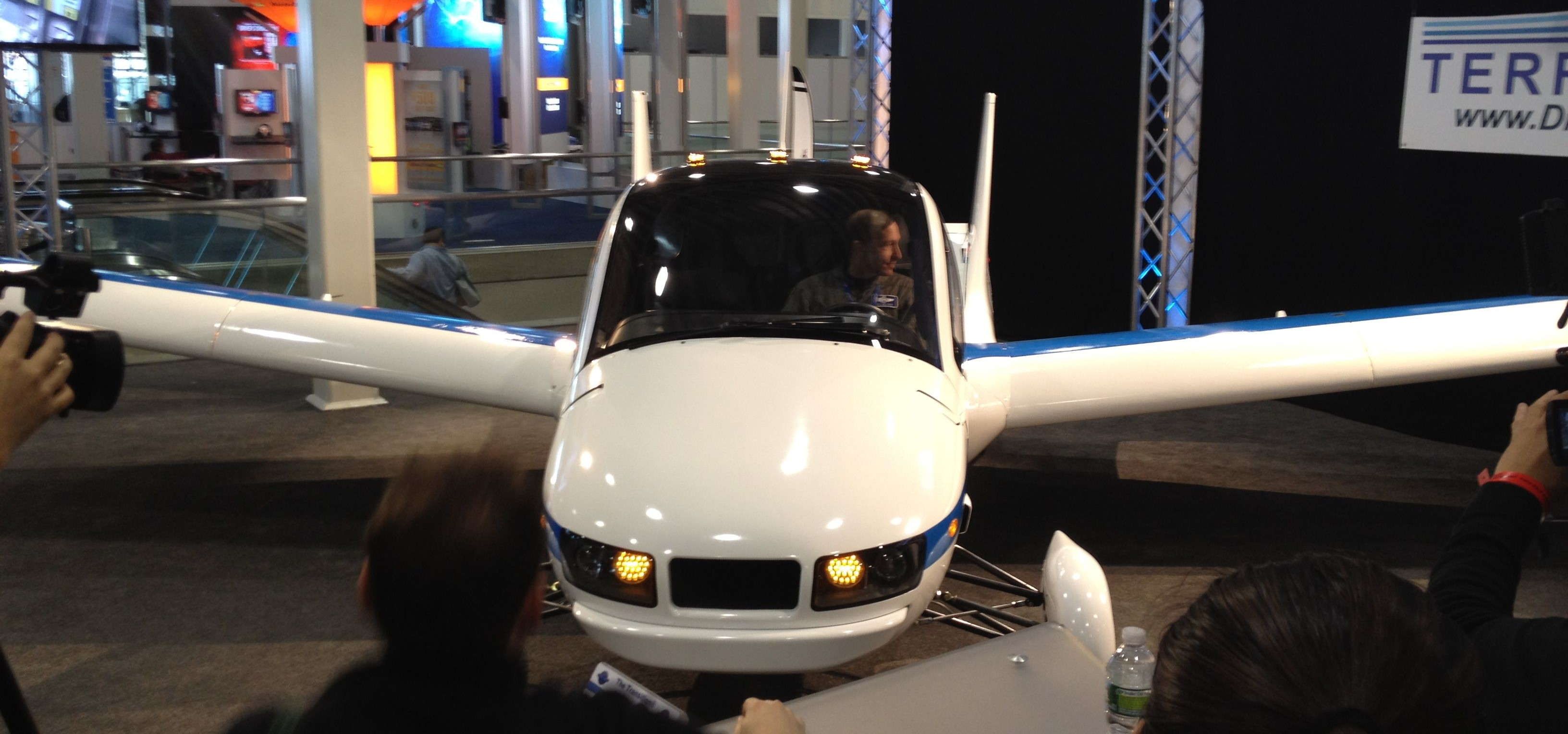
Terrafugia Transition mit entfalteten Flügeln

## Vermarktung
Die Transition sollte nach Abschluss der umfangreichen amtlichen Zulassungstests im Laufe des Jahres 2012 in die Serienproduktion gehen. Dafür wurde eine rund 1800 Quadratmeter große Halle gemietet. Es sollen zahlreiche Vorbestellungen vorliegen, die jeweils mit 10.000 USD Anzahlung unterlegt werden mussten. Terrafugia hat im Juni 2011 als Auslieferungsdatum der ersten Serienexemplare Dezember 2012 genannt, der Preis wurde mit 279.000 USD beziffert. Derzeit (Juli 2021) werden keine konkreten Liefertermine genannt.
Terrafugia sieht das Einsatzgebiet der Transition bei den vielen Privat- und Geschäftspiloten in den USA und in anderen Ländern mit ähnlicher Struktur. Die Transition könnte auf den meisten der über 5000 Klein- und Sportflugplätzen der USA landen. Flugplätze mit starkem Passagierverkehr oder hoch ausgelastete Lufträume sind für das Kleinflugzeug ungeeignet.

## Technische Daten
| Kenngröße            | Daten Flugzeug  | Daten Auto      |
| -------------------- | --------------- | --------------- |
| Passagiere           | 2 (incl. Pilot) | 2               |
| Länge                | 5,84 m          | 5,71 m          |
| Spannweite           | 8,38 m          | 2,03 m (Breite) |
| Höhe                 | 2,06 m          | 2,06 m          |
| Nutzlast             | 195 kg          |                 |
| Reisegeschwindigkeit | 185 km/h        | 105 km/h        |
| Reichweite           | 725 km          |                 |
| Triebwerk            | ein Rotax 912S  |                 |

Daten: